# 에펠탑
에펠탑(프랑스어: Tour Eiffel 투르 레펠[*], 프랑스어 발음: [tuʁ ɛfɛl])은 프랑스 파리 마르스 광장에 위치한 격자형 철골 타워이다. 1889년에 프랑스 혁명 100주년을 맞이하여 파리 만국 박람회를 개최하였는데 이 박람회를 상징할만한 기념물로 에펠탑을 건축하였다. 박람회가 열린 마르스 광장 출입 관문에 위치해있다. 프랑스의 대표 건축물인 에펠탑은 격자 구조로 이루어져 파리에서 가장 높은 건축물이며, 매년 수백만 명이 방문할 정도로 파리에서 빼놓을 수 없는 세계적으로 유명한 관광명소이다. 이 탑은 공모전을 통해 선정된 프랑스 공학자 귀스타브 에펠의 작품으로 이를 디자인한 그의 이름을 따서 명명했다.
에펠탑은 그 높이가 324m이며, 이는 81층 높이의 건물과 맞먹는 높이이다. 1930년 크라이슬러 빌딩이 완공되기 전까지는 세계에서 가장 높은 건축물이었다. 방송용 안테나를 제외하고도, 2004년 지어진 미요 교에 이어 프랑스에서 두 번째로 높은 구조물이다. 1991년에는 세계문화유산으로 등재되었다.
현재의 긍정적인 평가와는 달리 착공 초기부터 도시미관을 훼손한다는 이유로 '흉물스럽고 추악한 철 구조물'이라는 등에 많은 비난이 있었으며, 이로 인해 20년이라는 계약기간이 만료되는 1909년에는 철거될뻔한 위기도 있었다. 통신 시설물을 설치하여 활용 가능하다는 사실이 증명되며 해체의 위기를 간신히 넘겼다.
훗날 여러 영화에서 배경으로 자주 사용하면서 파리 하면 많은 사람들이 제일 먼저 떠올리는 상징물이 되었으며, 현재에는 파리의 대표적인 명물로 사랑을 받고 있다. 1985년 야간 조명시설이 설치된 이후 파리의 아름다운 야경을 만드는 데 일조하고 있는데, 밤이 되면 매 시각 정각부터 약 10분간 에펠탑이 반짝 거리는 쇼를 볼 수 있다.
관광객을 위해 3개 층이 개방되어 있다. 첫 번째 층과 두 번째 층까지는 표를 구입하여 계단하고 엘리베이터를 통해 올라갈 수 있다. 첫 번째 층까지의 높이와 첫 번째 층부터 두 번째 층까지의 높이는 각각 300 계단이 넘는다. 가장 높은 세 번째 층은 엘리베이터로만 올라갈 수 있다. 첫 번째 층과 두 번째 층에는 음식점이 있다. 하지만 최근 바람과 비로 인해 부식이 진행되고 있는 상황이다.

## 역사

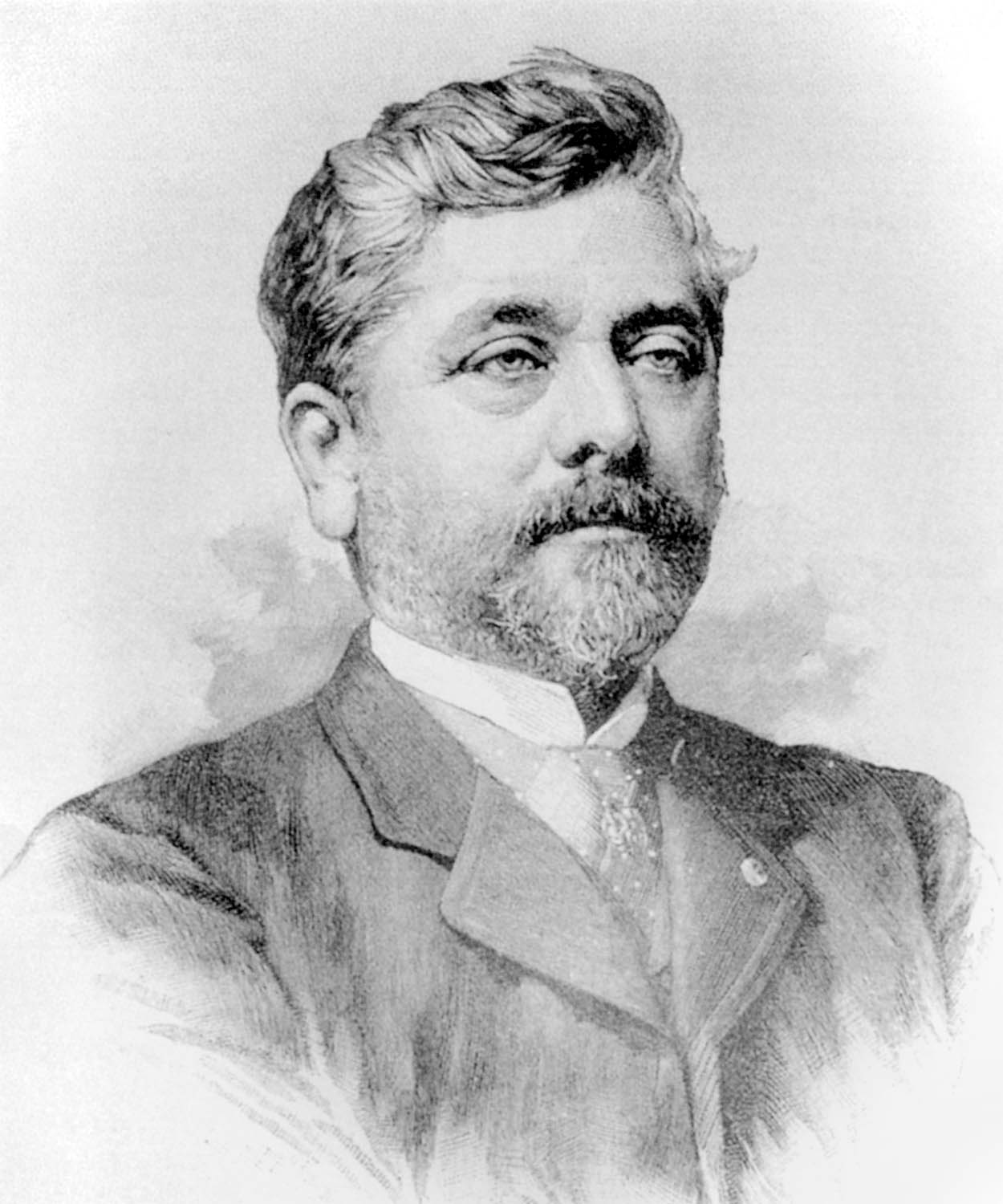
구스타프 에펠 (1832-1923)

에펠 탑의 공사 단계별 모습

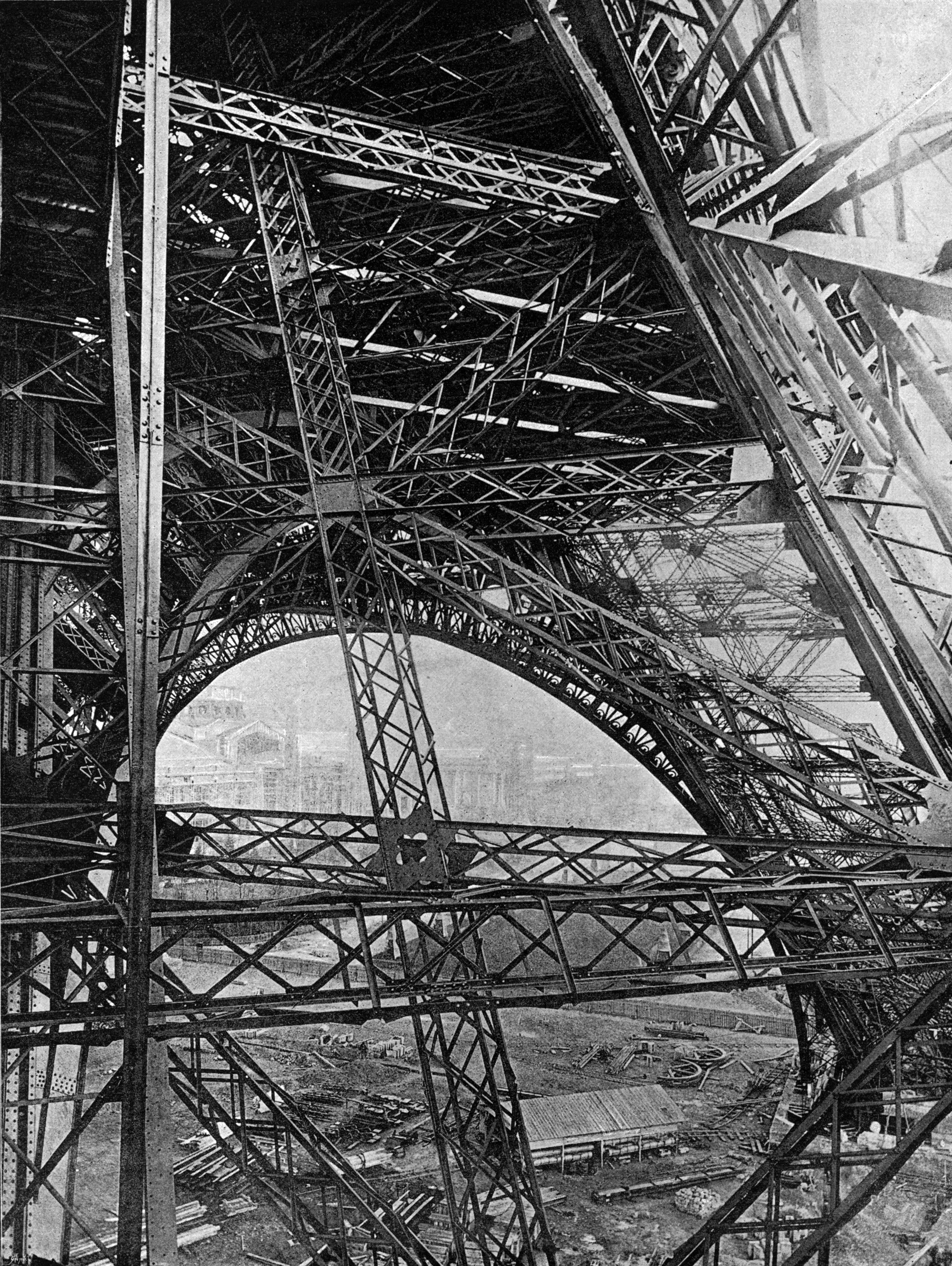
에펠 탑 공사 모습: 첫 번째 층의 대들보

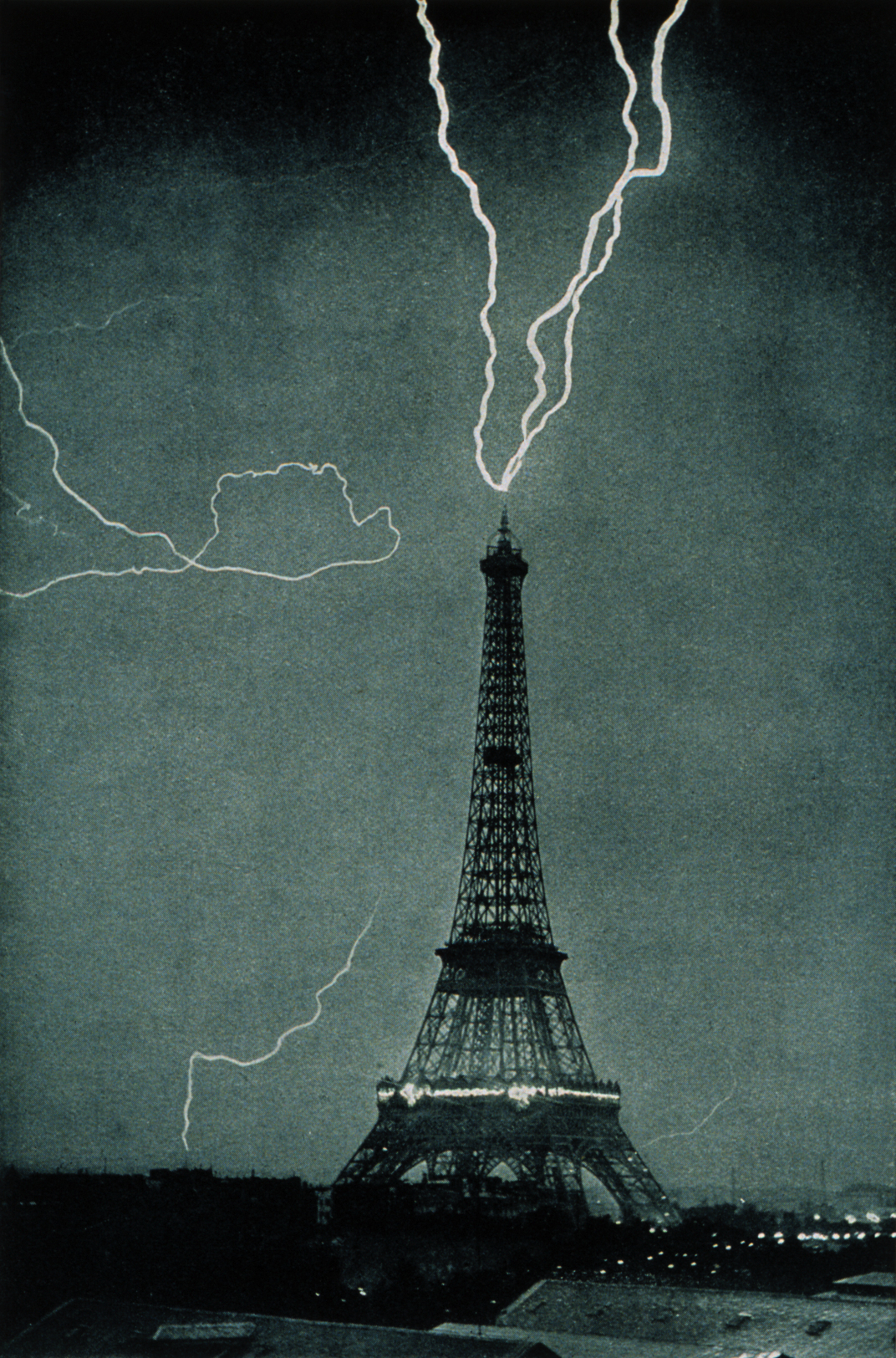
1902년 6월 3일 오후 9시 20분, 에펠 탑이 번개에 맞은 모습

### 타워 건축
프랑스 제3공화국 정부는 프랑스 혁명의 100주년을 기념하기 위해서 파리 만국 박람회를 1889년에 개최하기로 했다. 주최측은 박람회 기념물을 겸하여 당대 새로이 도래한 철(鐵)의 시대를 상징하는 볼거리를 관람객들에게 제공하고자 여러 아이디어를 공모했다. 700여 편의 응모작 중에 100여 편이 심사에 올랐다. 그 결과 귀스타브 에펠의 제안한 철탑 건축안이 채택되었다. 에펠은 이미 수 많은 철교를 건설한 교량전문가였으며 하늘을 향해 솟은 수직구조의 철탑으로 사람들을 놀라게 해주려고 응모했었다. 아울러 그는 1885년에 미국 뉴욕에 '자유의 여신상'을 세우기 위한 철골구조를 제작하는등 풍부한 경험을 가지고 있었다.
건축은 1887년 1월 28일부터 시작되어 26개월만인 1889년 3월 30일에 기본 구조가 완성되었다. 1889년 3월 31일 준공식을 하였고, 같은 해 5월 6일 일반에 공개되었다. 건설될 당시의 높이는 984피트(약 300ｍ)로 당대에 세계에서 가장 높은 건축물이었으며 현재에는 꼭대기에 첨탑, 안테나가 덧붙여져 320m 이상이 되었다.

### 설치 작업
미식축구장 크기 만한 기단 바닥에 4개의 철제 기둥을 세운 다음 콘크리트로 봉하고는 그 위에 철탑의 본체를 얹는 방식으로 공사가 진행되었다. 철탑의 재료로는 프랑스에서 제조된 7,300여톤의 연철(지멘스 마르탕 평로강)이 사용되었다. 모리스 쾨슐랭의 구조 설계를 바탕으로, 300명의 작업자가 정련된 부품(단단히 제련된 건축용 철제) 18,038 조각을 250여 만 개의 리벳을 이용해 조립하였다.
이 작업에 공동으로 참여한 건축가는 에밀 누기에와 모리스 케클랭, 그리고 스테펜 소베스트르였다. 에펠 탑은 현대의 마천루들과는 다르게, 두개의 층 외에는 아무런 외벽이 없는 열린 형태이기 때문에 사고의 위험이 매우 컸다. 하지만, 에펠이 가드레일과 가림판 등의 안전 조치를 해 놓은 덕에 단 한 명만 떨어져 사망했다.

### 엘리베이터
높이가 높고 튼튼한 구조물을 쌓아 올리는 것이 가능했던 것은 산업혁명으로 인한 제철산업의 발달과 엘리베이터의 발명에 있었다. 기존보다 우수한 철강재는 석재보다 가벼우면서도 강도, 연성, 편리성 측면에서 훨씬 뛰어났다. 또한 1853년에 미국의 엘리샤 오티스가 발명한 수압식 엘리베이터 등 여러 회사들이 만든 엘리베이터가 설치되어 빠른 시간 내에 작업이 진행될 수 있었다. 엘리베이터는 높은 곳까지 인부와 자재를 쉽게 옮길 수 있게 해주었으며 관광객들이 전망대까지 쉽게 올라가 아름다운 파리 시가지 전경을 감상할 수 있게 만들어 주었다.

### 반대와 찬성
에펠탑 건립 계획이 알려지자 파리 시민들은 '무모한 짓'이라고 비난하며 반대했다. 에펠탑 주변 샹 마르스 지역 주민들은 주거환경을 해칠 것이라고 소송 제기하기도 했다. 완공 후 예술가와 지식인들을 비롯한 많은 이들로부터 예술의 도시 파리와 어울리지 않기 때문에 도시의 미관을 해친다는 이유로 비판이 쏟아졌다. 당시 파리 시내 건축물들은 중후한 석조건축으로 되어 있었는데, 철골 노출 구조물이 가지는 이질성 때문에 에펠탑에 대한 반감이 강했고, 미학적인 분야에 관심이 많았던 전문가들로부터도 강한 비난이 이어졌다. '예술적 취향이라고는 찾을 수 없는 추악한 철 덩어리' '천박한 이미지의 철골 구조물' '공장의 굴뚝같은 형태의 공업기술을 예술의 도시 파리에 끌어들인 졸작'이라는 혹평들이 있었다.
에펠탑을 무척 싫어했던 소설가 모파상은 에펠 탑이 보이지 않도록 집의 창문을 반대 쪽으로 내었고, 거의 매일 점심을 의도적으로 에펠탑 1층 안에 있는 식당에서 먹었다고 한다. 에펠탑을 싫어하면서 이곳에서 식사를 하는 이유를 묻자, 파리에서 에펠탑이 보이지 않는 유일한 장소이기 때문이라고 말했다는 일화가 있다. 재치있는 농담이기는 하지만 당시에는 그 정도로 에펠탑의 반대론이 강했다.
착공 당시부터 에펠의 설계 구상은 흉물스럽다는 말이 있을 정도로 미학적, 건축적 측면에서 많은 반대가 있었다. 여태까지 한 번도 지어진 적이 없는 모양에다, 너무 높고 검은 철 구조물이 세워진다는 데 많은 반감을 가졌다. 당시의 신문은 파리 예술 협회가 실은 비난조의 글들로 채워졌다. 가장 널리 인용되는 문장은 1892년 미국 정부 출판 부서에서 윌리엄 왓슨이 발간한, <<파리 만국 박람회: 토목공학, 공공 토목 공사와 건축>>에서 쓰인 "향후 20년간 우리가 도시 전체에서 보게 될 이것은 수 세기에 걸쳐 내려온 도시 미관을 위협하고 있고, 우리는 철판으로 엮인 역겨운 기둥의 검게 얼룩진 역겨운 그림자를 보게 될 것이다."라는 문구이다. 이 문서의 공표에는 장 루이 에른스트 메소니에, 샤를 구노, 샤를 가르니에, 장레옹 제롬, 윌리암 아돌프 부그로, 그리고 알렉상드르 뒤마가 참여하였다.

### 해체 위기
에펠은 처음에 탑을 20년 간 세울 수 있는 허가를 받았다. 따라서 1909년에 소유권이 파리 시에 넘겨진 뒤 철거되었어야 했다. 시에서는 애초부터 탑을 해체할 계획이었기 때문이다. 디자인 공모의 조건에 탑이 임의로 철거될 수 있다는 내용이 포함되어 있었기 때문에 철거에는 아무런 문제가 없었다.
그러나 이미 파리의 명물로 자리잡은 에펠탑을 해체해서는 안 된다는 여론이 들끓자 파리시는 해체 계획을 접었다. 1918년 라디오 방송을 위한 장치가 탑에 설치되어 송신탑으로 사용되기 시작하였다. 1957년에는 55피트의 텔레비전 송신 안테나가 추가로 설치되며 통신용 무선 안테나를 설치하여 활용하는 것이 여러면에서 이익이라는 사실이 알려지면서 철거 여론은 완전히 수그러들었다. 프랑스군은 제1차 세계 대전 당시에 벌어진 제1차 마른 전투에서 파리 시내의 택시들을 최전선에 투입할 때 이 탑을 이용하기도 했다. 현재에는 기상관측 장비와 항공운항 장비까지 갖추고 있다.

### 긍정적 효과
초창기 여러 비판과는 달리 현재에는 역학적 구조가 그대로 건축미에 도입된 것으로 평가받고 있으며, 철로 짜놓은 듯한 우아하고 아름다운 건축물이라는 평을 받고 있을 뿐 에펠탑을 파리의 흉물이라고 말하는 사람은 없다. 특히 영화의 배경 화면으로 자주 사용되면서부터 파리의 대표적인 명물이자 랜드마크로 사랑을 받고 있다.
철과 콘크리트, 유리를 활용한 근대적 건축물의 흐름을 선도적으로 예측한 사례로 인정받으면서 에펠탑의 철골 노출 구조는 이후 건설된 철도역사, 교량 등의 구조물에 큰 영향을 끼쳤다. 또한 광고, 항공 등대, 라디오 및 텔레비전의 송신, 무선통신용 안테나를 설치하여 많이 활용되고 있다.
당시로서는 세계에서 가장 높은 인공 구조물로서 '공간정복'의 상징이 되었으며 이로 인해 지난 보불전쟁에서 참패하며 손상된 프랑스의 자존심을 조금이나마 회복할 수 있었다. 또한 프랑스는 최첨단 기술을 보유한 국가라는 이미지를 가지게 되었고 건축역사도 다시 쓰게 되었다. 파리 시민들의 비난에도 불구하고 박람회 기간 동안 많은 사람들이 에펠탑을 보기 위해 방문했고 그 덕분에 박람회는 매우 성공적이었다. 이로 인해 프랑스는 지난 1789년 이후 잦은 혁명으로 정국이 불안한 국가라는 부정적인 이미지를 말끔히 씻어버릴 수 있게 되었다.

## 주요 사건
1889년 9월 10일
토머스 에디슨이 탑을 방문했다. 그는 방명록에 다음과 같은 내용의 글을 남겼다.
현대 공학의 거대한 기념비적 표본을 만든 용감한 기술자인 석사 에펠에게 가장 위대한 기술자인 '선한 신'을 포함한 모든 기술자들을 더할 나위 없이 존경하고 찬양하는 한 사람으로부터, 토머스 에디슨.
(To M Eiffel the Engineer the brave builder of so gigantic and original specimen of modern Engineering from one who has the Edison.)
1910년
테오도르 불프 신부가 탑 꼭대기와 밑부분에서의 방사 에너지를 측정하여 꼭대기에서의 측정치가 예상보다 많음을 알아내고, 현재에 우주선이라 불리는 방사선을 검출하였다.
1912년 2월 4일
오스트리아의 재단사 프란츠 라이헬트가 60미터 높이의 에펠 탑 첫째 난간에서 그가 직접 재단한 낙하산을 착용하고 뛰어내렸으나 낙하산이 펴지지 않아 사망하였다.
1914년
탑에 위치한 무선송신기를 이용해 1차 마른 전투 초반에 독일군의 무선 통신을 방해하였다.
1925년
사기꾼 빅토르 루스티히가 탑을 두 번에 걸쳐 고철로 팔았다.
1930년
뉴욕에 크라이슬러 빌딩이 들어서면서 세계 최고 높이의 건축물 자리를 내놓았다.
1925년 ~ 1934년
시트로앵을 위한 야간 조명 광고가 탑의 3개 면에 설치되었는데, 당시로서는 세계에서 가장 높은 광고물이었다.
1940년 ~ 1944년
1940년, 파리가 독일에 점령중이었을 때, 승강기 케이블이 프랑스군에 의해 끊겼으며, 복구는 전쟁 때문에 불가능했다. 독일군이 탑 꼭대기까지 직접 올라가서 하켄크로이츠을 내걸었지만, 깃발이 너무 커서 불과 몇 시간 뒤에 바람에 날아가 버렸고, 좀 더 작은 것으로 다시 걸렸다. 아돌프 히틀러도 탑에 오르려 했지만 계단을 걸어 올라가야 했기 때문에 포기하고 땅에 머무르기를 택했다. 사람들은 이것을 일컬어, 히틀러가 프랑스는 정복했으나 에펠탑은 정복하지 못하였다고 회자한다. 1944년 8월, 연합군이 파리에 접근하자 히틀러는 파리의 군정장관 디트리히 폰 콜티츠 장군에게 에펠 탑과 도시 전체를 파괴하라고 명령했지만 폰 콜티츠가 이 명령을 어겨 에펠탑이 살아남을 수 있었고, 파리의 해방 불과 몇 시간 뒤 끊어놓았던 승강기 케이블을 복구해 운행을 시작하였다.
1956년 1월 3일
탑 꼭대기가 화재에 의해 손상되었다.
1957년
현재의 전파 안테나가 꼭대기에 설치되었다.
1980년대
탑 중앙에 있던 식당 'Tour Eiffel Restaurant'과 그것을 지지하던 발판이 철거되었다. 이 부분은 중개업자인 존 오노리오와 대니얼 보노드가 구입하여 11,000 개의 부품으로 분해한 후 12 m 크기의 화물 컨테이너에 실려 미국으로 운송한 뒤 뉴올리언스에 'Red Room'이라는 식당으로 재건축하였다.
1984년 3월 31일
로버트 모리아티가 비치크래프트 보난자를 몰고 탑 아래 아치 부분을 통과하여 비행했다.
1987년
A.J. 해킷이 그가 개발한 특수 끈을 이용해 에펠 탑 꼭대기에서 번지 점프를 했다. 해킷은 땅에 내려온 직후 파리 경찰에 체포되었다.
1991년 10월 27일
티에리 드보가 허가를 받지 않은 상태에서 마르스 광장을 향해 탑의 두 번째 층에서부터 연속으로 곡예 번지 점프를 했다. 티에리 드보는 한 번의 곡예가 끝난 후 전동 윈치를 이용해 다시 위로 올라갔으며, 여섯 번째 번지 점프를 한 직후 소방관이 도착해 점프를 멈췄다.
1995년 7월 14일
바스티유의 날, 프랑스 신서사이저 연주가인 장미셸 자르가 유네스코를 돕기 위해 탑에서 공연(Concert for Tolerance)을 했다. 이 무료 공연은 마르스 광장을 뒤덮은 약 150 만여명의 사람들이 관람하였다. 공연 중에는 탑에 설치된 조명 장치와 영상 투영 장치, 그리고 대규모의 불꽃놀이도 동원되었다. 3년 뒤 그는 같은 장소에 돌아와 댄스 음악에 더 걸맞은 무대인 '일렉트로닉의 밤'(Electronic Night)을 마련했다.
1999년 12월 31일
파리의 새 천년 기념식이 치러졌다. 이 행사에서, 반짝이는 조명과 강력한 탐조등이 탑에 설치되었으며, 탑 전체에 폭죽이 준비되었다. 현재도 첫 번째 층의 식당 위에 있는 전시회에서는 이 당시의 행사를 기념하고 있으며, 이 때 이후 매일 조명 쇼가 펼쳐지게 되었다. 꼭대기의 탐조등은 파리의 밤하늘을 비추는 표지가 되었고, 탑은 20,000 개의 전구 덕에 매일 정해진 시간 동안 반짝거리는 모습을 나타내게 되었다.
2002년 11월 28일
탑에 2억 번째 관람객이 방문했다.
2003년 7월 22일
오후 7시 20분, 탑의 꼭대기 방송 장비실에서 화재가 발생하였다. 탑 전체의 인원이 대피하였으며, 화재는 40분 만에 진화되었고 사상자 보고는 없었다.
2004년
겨울에 첫 번째 층에서 스케이트장이 개장하였으며, 이후 매년 개장하고 있다.
2008년
후반기에 프랑스가 유럽 연합의 의장국이 되자, 유럽기에 나타난 12개 금색 별이 탑에 설치되고 탑 전체는 푸른 빛으로 감싸여졌다.
2014년 10월
첫 번째 층 일부의 바닥에 강화 유리를 설치하는 등 재조성하였다.
2015년 11월
파리 테러 사건으로 인한 사망자들을 추모하기 위해 불을 삼색 조명으로 비추거나 모두 소등했다.
2016년 6월~7월
유로 2016을 기념하여 데이비드 게타 콘서트를 했으며 에펠탑은 프랑스 삼색인 파랑, 하양, 빨강이 번갈아가면서 빛으로 축제의 분위기를 냈다.

## 탑의 디자인

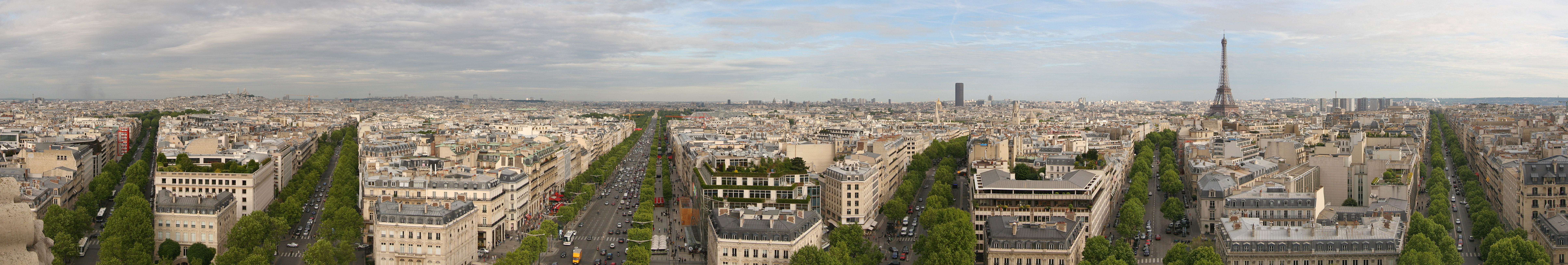
개선문에서 본 파리 시와 에펠 탑의 모습. 360° 파노라마

### 자재

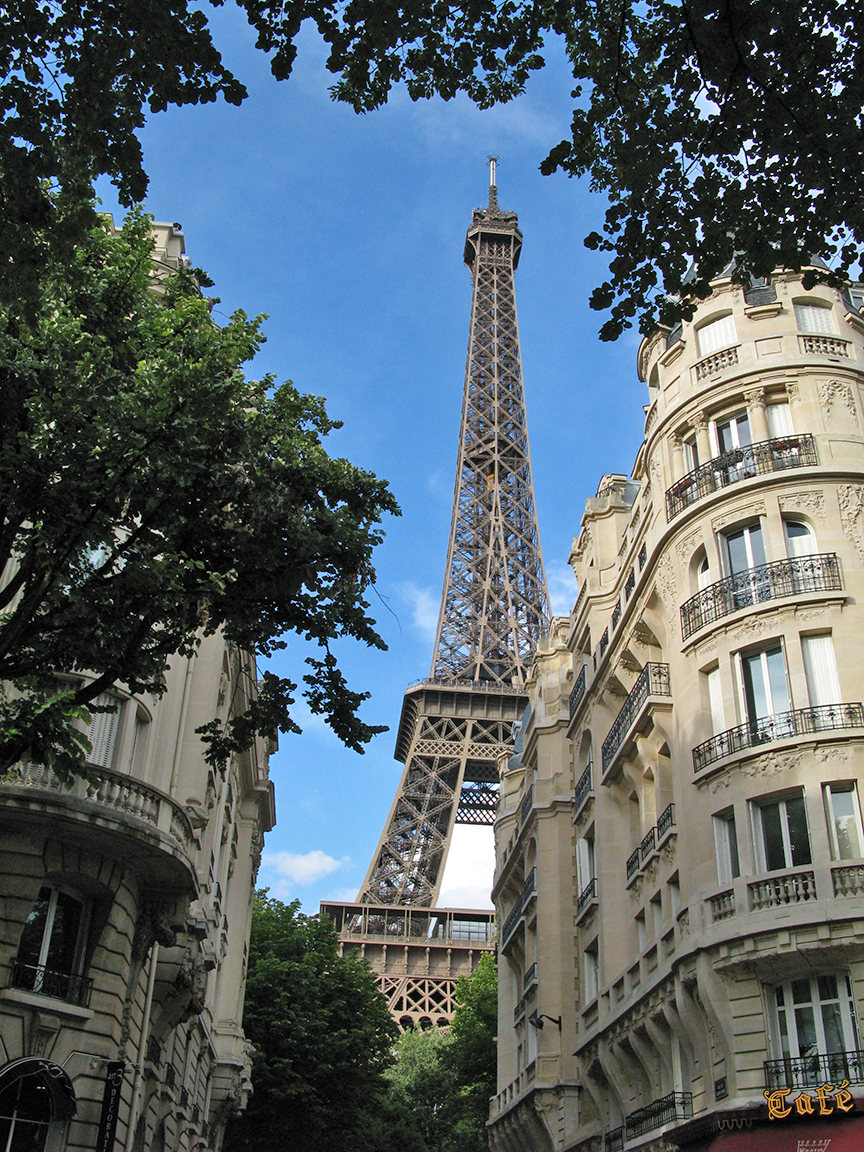
리브 고쉬에서 바라본 에펠 탑

에펠탑의 금속 구조 전체의 무게는 총 7,300 톤이며, 비금속 자재를 포함하면 대략 10,000 톤이 된다. 이 7,300 톤의 금속 구조물을 녹일 경우, 금속이 세제곱미터 당 7.8 톤의 밀도로 채워진다고 할 때 125 x 125 미터의 네모난 틀에 고작 6 cm 밖에 채워지지 않게 된다. 가장 낮은 온도에서 탑의 높이는 위로부터 18 cm가량 줄어들게 되는데 이는 금속의 열적 팽창(수축)에 따른 것이다.

### 바람의 영향
탑이 지어졌을 당시, 사람들은 그 대담한 모양에 놀라워했다. 에펠은 이 예술적인, 혹은 보는 사람에 따라 비예술적인 것을 만드는 데 사람들로부터 비난을 받고 기술이 아닌 그 디자인에 대해 욕설을 들었다. 하지만, 에펠과 그의 기술자들은 숙련된 다리 건설자로서 풍력의 중요성을 이해하고 있었고 만일 그들이 세계 최고 높이의 구조물을 세우게 될 경우 그것이 바람을 버텨야 한다는 점을 알고 있었다. 《Le Temps》 신문에서 취재한 내용에서 에펠은 이렇게 말했다.
| “ | 지금껏 내가 이 탑을 디자인하는 데 있어서 가장 신경쓰고 있는 현상이 무엇이었나? 그것은 바람의 저항이었다. 나는, 수학적인 계산이 알려주는 당연한 형태를 따르고 [...] 강함과 아름다움의 커다란 인상을 심어주게 될 이 기념물의 바깥 모서리가 가진 곡선을, 결국 이것이 바라보는 이들의 눈에 묵직한 디자인 그 자체로 다가가도록 지켜내왔다. | ” |
|   | — 프랑스 신문 Le Temps 1887년 2월 14일자 |   |

탑의 형태는 바람의 영향을 고려하는 경험적인 방법과 도면적 방법으로부터, 전체적인 수학적 틀 없이 정해졌다. 탑에 대한 신중한 실험 결과 탑의 모양은 기본적으로 지수 형태를 나타냈다.
이에 대해 수 년간 몇가지 해석이 제시되었는데, 최근의 것은 탑의 모든 지점에서의 풍압과 각 지점의 건축 구조가 받는 장력간의 균형에 기반한 비선형 적분 방정식이다. 탑은 바람에 6~7cm 흔들린다.

### 보수공사
주로 녹을 방지하기 위해 7년에 한 번씩 도색작업을 하는데, 한 번에 50에서 60톤의 페인트를 칠한다.

### 미적인 고려

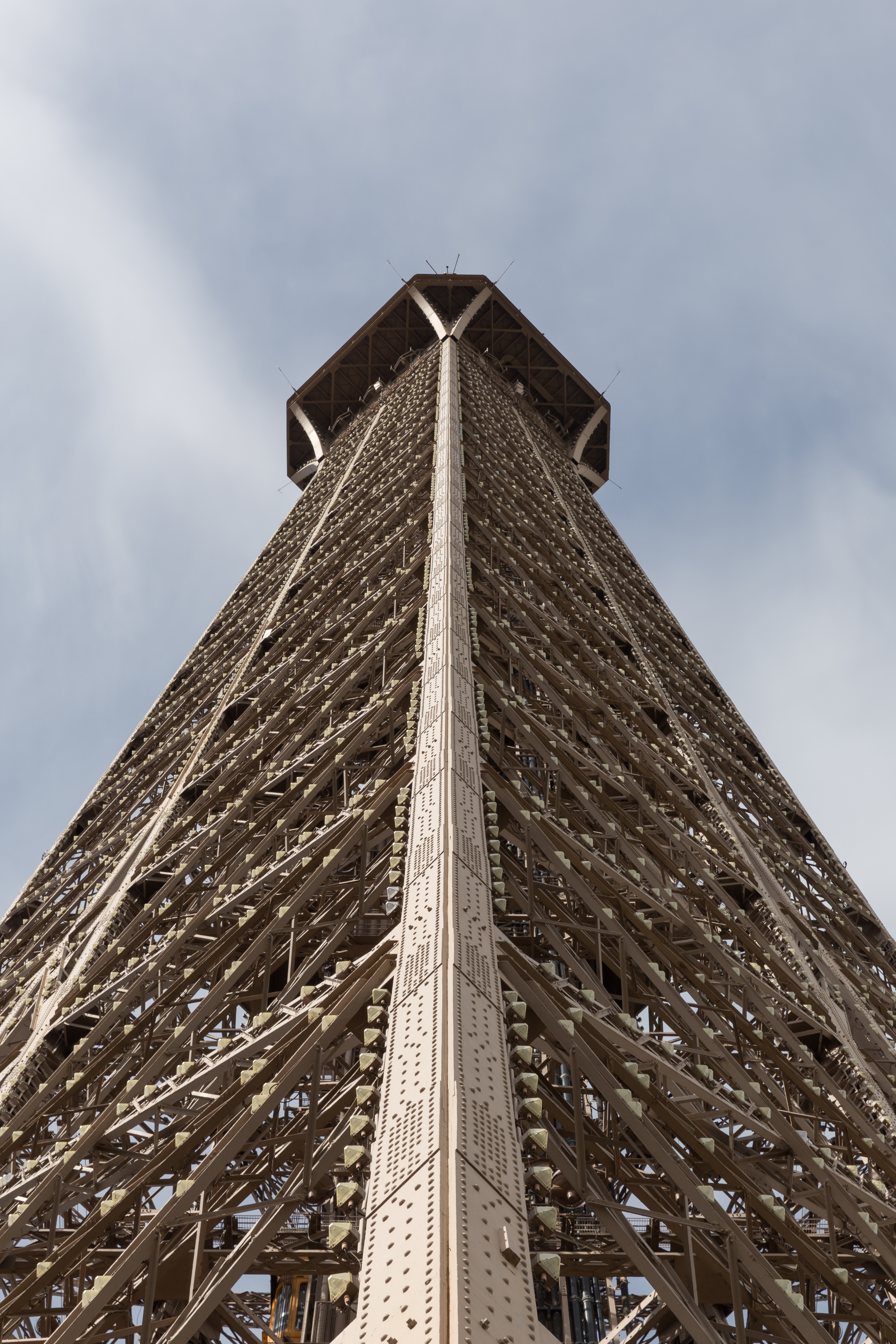

지면에 있는 관찰자가 보았을 때 균일한 모습을 나타낼 수 있도록 탑에는 세 종류의 페인트가 칠해졌는데, 아랫부분은 가장 어두운 색상을, 윗부분은 가장 밝은 색상의 페인트를 사용하였다. 페인트를 새로 갈 때가 되면, 탑은 회갈색빛으로 칠해진다. 첫 번째 층에는 다음 페인트 칠이 필요한 때를 정하기 위한 자동 투표 장치가 마련되어 있다.
유일하게 비구조물인 부분은 스테펭 소베스트르의 스케치에 추가된 네 개의 장식용 격자 아치로, 방문객들에게 이 구조물이 안전하다고 안심시키는 역할과, 주변 건축물들을 바라보는 구도를 잡아주는 역할을 하였다.

### 새겨진 이름
에펠 탑에는 당대의 프랑스 과학자 · 공학자 · 수학자 72명의 이름이 새겨져 있다. 이들의 목록은 다음과 같다.
- 북동쪽: 프티에(Petiet), 다게르(Daguerre), 뷔르츠(Wurtz), 르베리에(Le Verrier), 페르도네(Perdonnet), 들랑브르(Delambre), 말뤼(Malus), 브르게(Breguet), 폴롱소(Polonceau), 뒤마(Dumas), 클라페롱(Clapeyron), 보르다(Borda), 푸리에(Fourier), 비샤(Bichat), 소바주(Sauvage), 플루즈(Pelouze), 카르노(Carnot), 라메(Lamé)
- 남동쪽: 코시(Cauchy), 벨그랑(Belgrand), 르뇨(Regnault), 프레넬(Fresnel), 드 프로니(De Prony), 비카(Vicat), 에벨망(Ebelmen), 쿨롱(Coulomb), 푸앵소(Poinsot), 푸코(Foucault), 들로네(Delaunay), 모랭(Morin), 아위(Haüy), 콩브(Combes), 테나르(Thénard), 아라고(Arago), 푸아송(Poisson), 몽주(Monge)
- 남서쪽: 자맹(Jamin), 게뤼사크(Gay-Lussac), 피조(Fizeau), 슈네데르(Schneider), 르 샤틀리에(Le Chatelier), 베르티에(Berthier), 바랄(Barral), 드 디옹(De Dion), 고얭(Goüin), 주슬랭(Jousselin), 브로카(Broca), 베크렐(Becquerel), 코리올리(Coriolis), 케(Cail), 트리제르(Triger), 지파르(Giffard), 페리에(Perrier), 스튀름(Sturm)
- 북서쪽: 스갱(Seguin), 랄랑드(Lalande), 트레카(Tresca), 퐁슬레(Poncelet), 브레스(Bresse), 라그랑주(Lagrange), 벨랑제(Bélanger), 퀴비에(Cuvier), 라플라스(Laplace), 뒬롱(Dulong), 샬(Chasles), 라부아지에(Lavoisier), 앙페르(Ampère), 슈브뢸(Chevreul), 플라샤(Flachat), 나비에(Navier), 르장드르(Legendre), 샤탈(Chaptal)

## 레플리카
세계에서 가장 유명한 랜드마크 중 하나인 에펠탑은 그 명성에 맞게 세계 곳곳에 복제품이 있으며 에펠탑과 유사한 탑을 만드는 데 많은 영감을 주었다. 에펠탑에 맨 처음 영감을 받은 탑은 영국의 블랙풀 타워다. 블랙풀 시장인 존 비커스태프 경은 1889년 만국 박람회에서 에펠탑을 보고 매우 감명을 받아 자신의 마을에 유사한 탑을 지을 것을 제안했다. 블랙풀 타워는 1894년에 문을 열었으며 높이는 158.1m이다. 1958년 통신 타워로 지어진 일본의 도쿄 타워도 에펠탑에서 영감을 받았다.

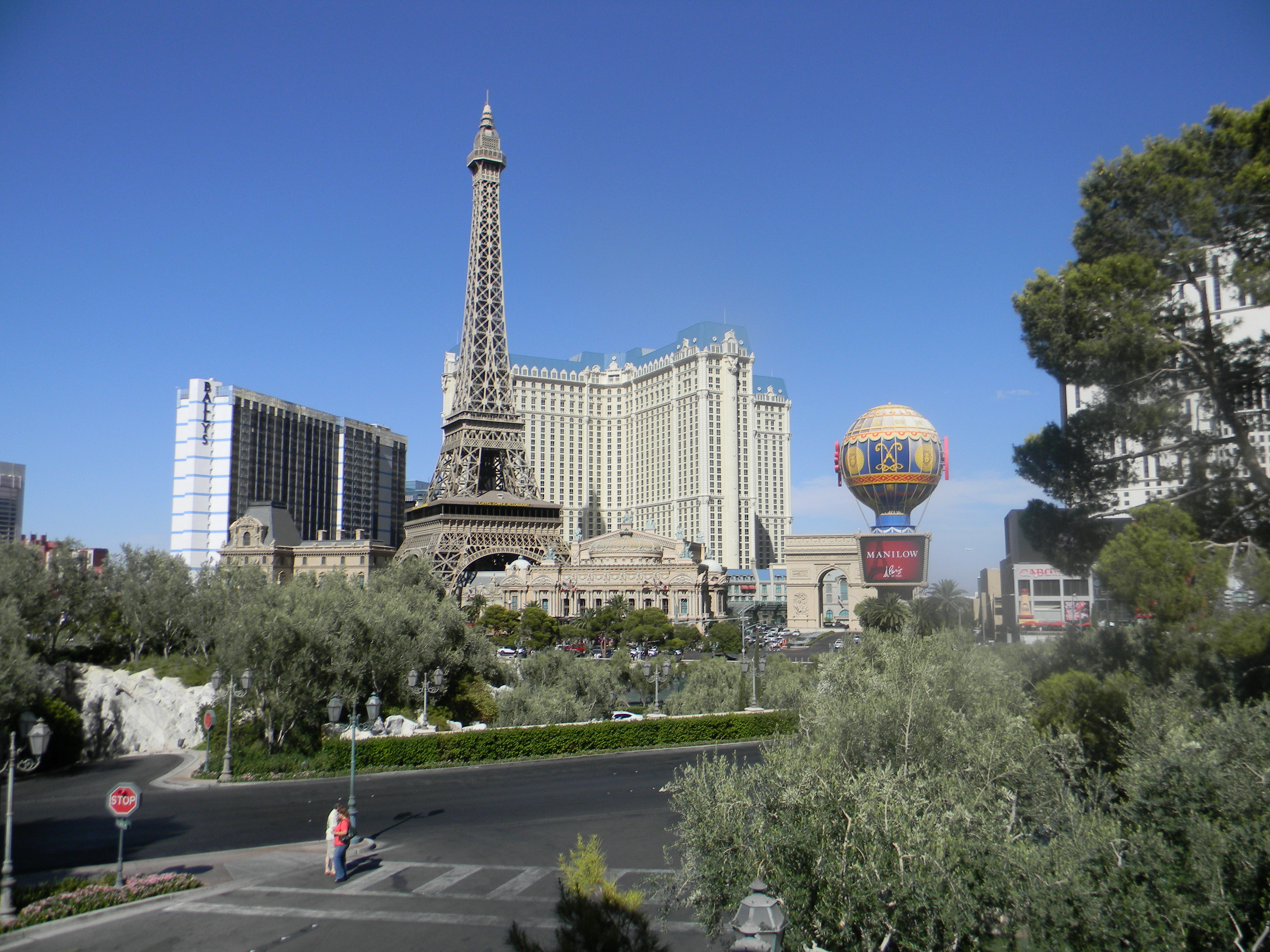
미국 네바다주 패리스 라스베이거스에 있는 에펠탑 복제품

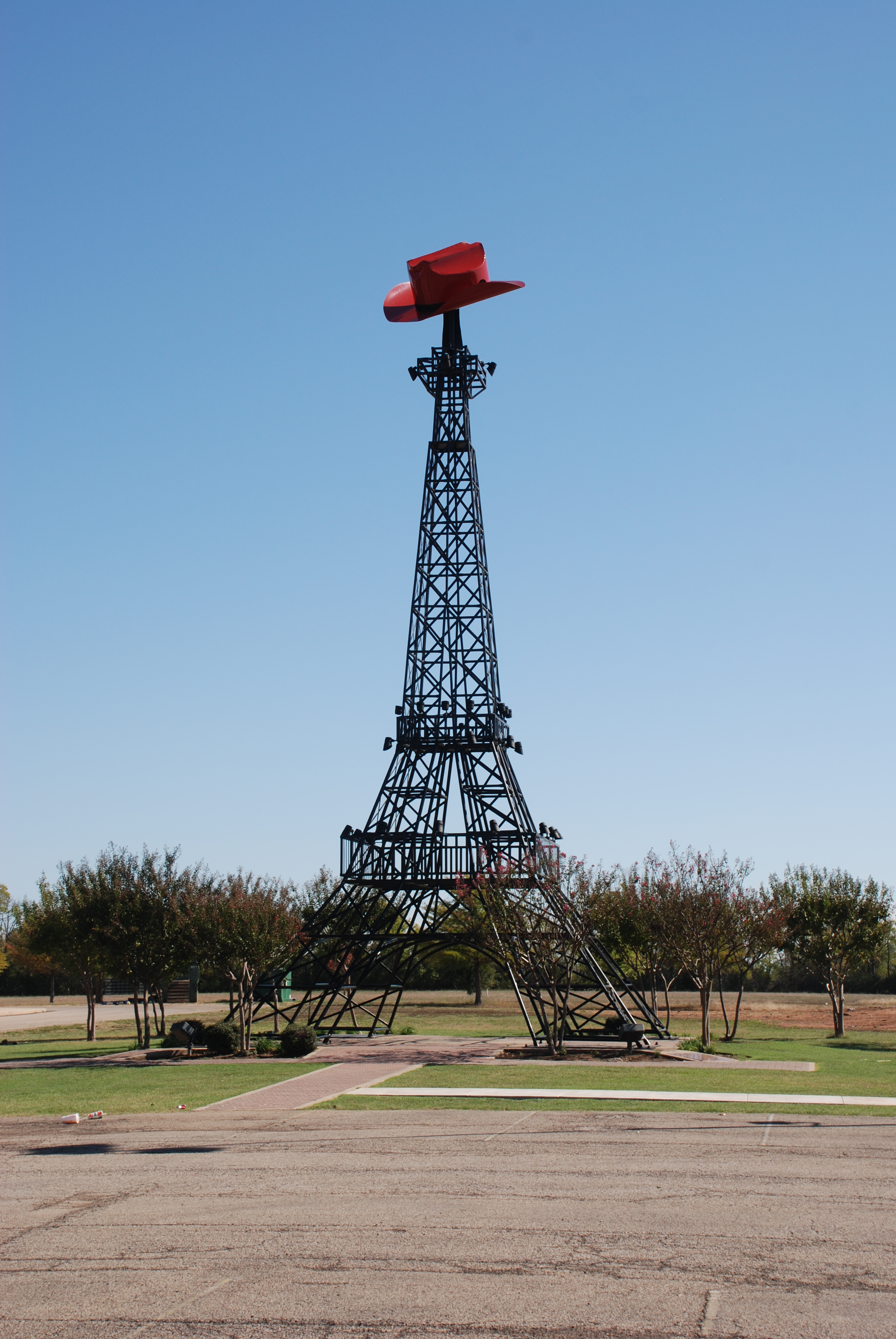
텍사스주 패리스에 있는 에펠탑 모형

미국에는 다양한 에펠탑 축소 모형이 있는데, 네바다주 패리스 라스베이거스에 있는 반축소 모형, 1993년에 지어진 텍사스주 패리스에 있는 에펠탑 모형, 1972년에 개장한 오하이오주 킹스 아일랜드와 1975년에 개장한 버지니아주 킹스 도미니언 놀이 공원의 1:3 스케일의 에펠탑 모형 등이 있다. 중국에도 에펠탑 1:3 축소 모형이 있으며 멕시코 두랑고에도 현지 프랑스 커뮤니티에서 기증한 에펠탑 1:3 축소 모형 1개가 있다. 이 외에도 유럽 전역에 여러 개의 에펠탑 모형 및 유사한 탑이 있다.
2011년 내셔널 지오그래픽 채널의 TV 쇼 Pricing the Priceless에서는 타워의 실물 크기 복제품을 만드는 데 약 4억 8천만 달러가 들 것으로 추정했다. 이는 당시 에펠탑을 짓는데 들었던 원래 비용(1890년 프랑으로 약 8백만 달러, 2018년 달러로 약 4천만 달러)의 10배가 넘는다.

## 대중문화
- 2017년에 방영된 JTBC 드라마 더 패키지에 나온다.
- 2019년에 연재한 웹툰 캉타우에 나온다.

## 같이 보기
- 에펠탑 효과
- 귀스타브 에펠
- 1889년 만국 박람회
- 도쿄 타워
- 도쿄 스카이트리